# Alessandro I di Macedonia
Alessandro I, re di Macedonia (in greco antico: Ἀλέξανδρος Ά`?; VI secolo a.C. – 454 a.C.), è stato un sovrano macedone antico.
Figlio di Aminta I e di Berenice, fu chiamato Filelleno (in greco antico: φιλέλλην?, filéllen, amante degli Elleni) per aver avvicinato la Macedonia alla politica ed alla cultura ellenica e per aver sostenuto i Greci durante la seconda guerra persiana.

## Biografia

### Uccisione degli ambasciatori persiani
Erodoto racconta nelle sue Storie un episodio, databile nel 507 a.C., relativo al periodo in cui Alessandro era ancora l'erede al trono di suo padre Aminta I. In quella occasione gli ambasciatori persiani erano giunti in Macedonia per chiedere la sottomissione del regno a Dario I, chiedendo dunque, come da prassi achemenide, "terra e acqua" (in greco antico: γῆ καί ὕδωρ?, ghè kài ýdor), ovvero il controllo del territorio e dei suoi prodotti. Il re Aminta accolse i delegati ed offrì loro un banchetto, durante il quale i Persiani chiesero che venissero condotte in loro presenza le donne che vivevano a corte. Quando le ragazze si unirono al banchetto, gli ambasciatori iniziarono a molestarle. Aminta considerava intollerabile quanto stava accadendo, ma non osava fare nulla per timore dei Persiani. Suo figlio Alessandro, invece, dopo aver convinto il re a ritirarsi, fece allontanare le ragazze col pretesto che dovevano lavarsi e le sostituì con un gruppo di giovani macedoni che aveva fatto abbigliare in abiti femminili ed ai quali aveva fornito dei pugnali. I giovani, entrati nella stanza del banchetto, raggiunsero i delegati di Dario e, sguainate le armi che avevano nascosto sotto le vesti, li uccisero cogliendoli di sorpresa e vendicando così l'onta subita dalle loro concittadine.
Assieme agli ambasciatori i Macedoni uccisero tutti i loro accompagnatori e i loro servi, facendo poi sparire le loro carrozze e l'equipaggiamento. Non molto tempo dopo l'ufficiale persiano Bubare, figlio del generale Megabazo, fu inviato sulle tracce dei delegati scomparsi. Alessandro mise tutto a tacere consegnando a Bubare una grande somma di denaro e dandogli in sposa sua sorella Gigea. Ad alcuni storici moderni sembra però inverosimile che sia stato Alessandro e non il padre Aminta, ancora in vita ed in carica come sovrano, a dare Gigea in sposa a Bubare. In ogni caso, grazie all'alleanza sancita tra Alessandro ed il figlio di Megabazo, non vi furono ritorsioni da parte persiana per la morte dei delegati di Dario.

### Re di Macedonia
Nel 498 a.C., alla morte del padre Aminta, Alessandro salì sul trono di Pella. Sei anni dopo (492 a.C.), all'inizio della prima guerra persiana, fu costretto a sottomettersi al generale persiano Mardonio.
Nel corso della seconda guerra persiana, Alessandro dovette aggregarsi suo malgrado all'esercito achemenide, guidato da Serse in persona, anche se per tutto il tempo della guerra cercò in tutti modi di informare segretamente i Greci dei piani del comandante persiano Mardonio, del quale era diventato intimo amico. Dopo la battaglia di Salamina (480 a.C.), che fu una disfatta per la flotta persiana, Alessandro fu inviato da Mardonio ad Atene per proporre un trattato di pace, che gli Ateniesi rifiutarono. Il re macedone era invece convinto che il trattato fosse la soluzione migliore, in quanto non sperava che i Greci potessero sopraffare il potentissimo esercito achemenide.
Fallite le trattative di pace e tornato Serse in Persia, Mardonio preparò l'esercito per la battaglia campale e si accampò nei pressi di Platea di fronte agli accampamenti degli alleati greci (estate del 479 a.C.).
La notte prima della battaglia Alessandro lasciò di nascosto l'accampamento persiano, dove si trovava, per raggiungere a cavallo quello ateniese e riferire la notizia che all'alba del giorno dopo Mardonio avrebbe attaccato. Il messaggio fu riferito a Pausania, il comandante in capo dell'esercito alleato, che poté così preparare l'esercito in tempo per la battaglia, che vide l'annientamento totale dei Persiani e la morte dello stesso Mardonio. Dopo aver compiuto la sua missione notturna, Alessandro tornò in segreto nell'accampamento persiano.
Dopo la battaglia di Platea, il generale persiano Artabazo guidò i 43 000 soldati superstiti in ritirata in Asia minore, ma, sulla via del ritorno, dovette subire un'altra sconfitta, ad opera dei soldati di Alessandro, in una località chiamata Ennea Odoi (in greco antico: Εννέα Οδοί?, letteralmente "Nove strade"), all'estuario del fiume Strimone nei pressi dell'odierna Anfipoli. La completa sconfitta persiana rese il regno di Macedonia nuovamente indipendente e permise ad Alessandro di estenderne i confini.

### Filellenismo di Alessandro
Alessandro I non solo parteggiò per i Greci nel corso della seconda guerra persiana, ma fu il primo sovrano macedone a considerarsi, e a farsi considerare, un vero e proprio greco e non un "barbaro", tanto da essere chiamato Filelleno (in greco antico: φιλέλλην?, filéllen, amante degli Elleni). Infatti, il figlio di Aminta dimostrò ai Greci che le origini della sua dinastia erano argive (infatti la famiglia reale era detta Argeade) e che quindi avrebbe potuto partecipare, come in effetti gli fu consentito, primo fra i Macedoni, ai giochi olimpici.
Secondo alcuni storici moderni, i Greci permisero ad Alessandro di partecipare ai giochi olimpici non per una reale convinzione delle sue origini elleniche, ma come ricompensa per il suo aiuto strategico durante la seconda guerra persiana.
Ammiratore della poesia greca, Alessandro finanziò Pindaro e Bacchilide, i quali gli dedicarono delle poesie.
Morì nel 454 a.C. e gli succedette il figlio Alceta II.

## Discendenza
Non è noto il nome della moglie, o delle mogli, di Alessandro, ma sono noti quelli dei figli:
- Alceta II, successore di Alessandro sul trono di Pella
- Perdicca II, successore del fratello Alceta II, ucciso dal nipote Archelao I
- Filippo, non altrimenti noto
- Aminta, probabilmente il padre di Balacro, nonno di Arsinoe di Macedonia.[14]